# Honoria Luisa Goicoa
Honoria Luisa Goicoa Iriarte (Villava, 30 de diciembre de 1893–La Coruña, 13 de mayo de 1977), fue una cantante soprano y profesora de música navarra.

## Biografía
Hija de Miguel Goicoa y Josefa Iriarte, los dos de Uharte Arakil, y con seis hermanos y hermanas: Lucila, religiosa de clausura Bernarda cistercienses; Micaela, también de clausura, dominica de Valdepeares; Cleto, Félix, Josefa, religiosa de clausura del Císter, y Miguel.
El padre de Honoria estuvo una temporada en el Seminario para formarse como cura, debido a que por aquel entonces lo más habitual era tener al menos un hijo dedicado al ministerio de la Iglesia (Miguel Goicoa era el hijo mayor). Sin embargo, él no quiso seguir allá y se marchó del Seminario dejando sus estudios. Al final acabó instalándose en Galicia.
Honoria Luisa Goicoa Iriarte estudió piano y canto en La Coruña, y en 1930 logró examinarse de piano y canto en el Real Conservatorio Superior de Música de Madrid, con las máximas calificaciones y felicitaciones de los tribunales. En Madrid estudió piano con Cubiles y canto con Tabuyo. Honoria tenía una voz soprano con una gran extensión vocal muy completa; podía abarcar diferentes géneros como la Ópera, la Zarzuela, los Lieder… Además, para preparar y ensayar se valía de sí misma, debido a sus conocimientos en el piano se hacía ella misma los acompañamientos en sus ensayos, sin nunca haber necesitado un pianista reparador.
En 1916 Honoria, cantó en un concierto organizado por la Asociación de la Prensa de La Coruña, por la cual obtuvo un premio. Su siguiente concierto también fue en La Coruña, en el Teatro Rosalía de Castro, en el cual también destacó y realizó una ejecución brillante interpretando obras de Wagner, Verdi, Mozart, Mascagni y Puccini “con sentimiento, justeza y expresión, dulzura en el decir y fidelidad en la interpretación”. Actuó en Villava junto con el pianista don Ángel Lazcano, que le llevó a ganar un Diploma por parte del Ayuntamiento de Villava nombrándola Hija Predilecta de Villava. En enero de 1916 estuvo actuando en Pamplona, en el Teatro Gayarre. Cabe destacar su puesto de solista en el Orfeón Pamplonés. También actuó con filarmónicas, tanto en recital como en ópera.
Además de ser cantante, Honoria también ejerció de profesora dando clases de solfeo, piano y canto en el Conservatorio Musical de La Coruña.

## Premios y reconocimientos
- Medalla de Oro y brillantes (La Coruña)[1]
- Hija Predilecta de Villava[1]